# Олівер Ґляснер
Олівер Гласнер (нім. Oliver Glasner, нар. 28 серпня 1974, Зальцбург) — австрійський футболіст, що грав на позиції захисника. По завершенні ігрової кар'єри — тренер.
Дворазовий володар Кубка Австрії з футболу.
Як головний тренер переможець Ліги Європи УЄФА 2021/22 з футбольним клубом «Айнтрахт» (Франкфурт-на-Майні).

## Ігрова кар'єра
Народився 28 серпня 1974 року в місті Зальцбург.
У дорослому футболі дебютував 1995 року виступами за команду клубу «Рід», у якій провів вісім сезонів, взявши участь у 314 матчах чемпіонату. Більшість часу, проведеного у складі «Ріда», був основним гравцем захисту команди. За цей час виборов титул володаря Кубка Австрії.
Протягом 2003—2004 років захищав кольори команди клубу ЛАСК (Лінц).
У 2004 році повернувся до клубу «Рід», за який відіграв 7 сезонів. Граючи у складі «Ріда» також здебільшого виходив на поле в основному складі команди. Завершив професійну кар'єру футболіста виступами за команду «Рід» у 2011 році.

## Кар'єра тренера
Розпочав тренерську кар'єру невдовзі по завершенні кар'єри гравця, 2012 року, увійшовши до тренерського штабу клубу «Ред Булл», де пропрацював з 2012 по 2013 рік.
У 2014 році став головним тренером команди «Рід», тренував команду з Ріда-на-Інкрайсі один рік.
Протягом тренерської кар'єри також очолював команду клубу ЛАСК (Лінц), а також входив до тренерського штабу клубу «Ліферінг».
З 2019-го по 2021 рік очолював тренерський штаб команди «Вольфсбург».
Перед стартом сезону 2021/22 Гласнер став головним тренером франкфуртського «Айнтрахта».
З 2024 року очолює тренерський штаб команди «Крістал Пелес».

## Титули та досягнення

### Як гравця
- Володар Кубка Австрії (2):

«Рід»: 1997–1998, 2010–2011

### Як тренера
- Володар Ліги Європи УЄФА (1):

«Айнтрахт»: 2021/22
- Володар Кубка Англії (1):

«Крістал Пелес»: 2024/25
- Володар Суперкубка Англії (1):

«Крістал Пелес»: 2025